# Hermann Otto Mönnig
Hermann Otto Mönnig (geb. 27. Januar 1897 in Kapstadt, Südafrika; gest. 27. September 1978 in Pretoria) war ein südafrikanischer Zoologe, Tierarzt, Parasitologe und Hochschullehrer an der Universität Pretoria.

## Leben
Hermann Otto Mönnig erwarb 1917 einen Bachelor in Zoologie an der Universität Stellenbosch und wurde 1921 an der Universität Zürich promoviert. 1926 schloss er ein Tiermedizinstudium an der Universität Pretoria mit dem Bachelor of Veterinary Science ab. Ab 1922 forschte er in der Abteilung Parasitologie am Onderstepoort Veterinary Institute und wurde 1928 Leiter dieser Einrichtung. 1929 wurde er zum Professor für Parasitologie an der Onderstepoort Faculty of Veterinary Science der Universität Pretoria berufen, eine Position, die er bis 1945 innehatte. 1945 verließ er die Universität und gründete die Agricura Laboratory Ltd., einen Hersteller von Antiparasitika, und war zunächst dessen Managing Director und von 1967 bis 1978 Berater des Unternehmens. Von 1957 bis 1964 war Mönnig Chairman des Boards von Noristan Ltd.
Mönnig erhielt 1953 die Ehrendoktorwürde der Universität Pretoria und 1970 die der Universität des Freistaates. Zudem war er Fellow of the American Association for the Advancement of Science.

## Werke
Mönnig war Autor oder Co-Autor von 66 wissenschaftlichen Publikationen. Darüber hinaus verfasste er:
- Veterinary Helminthology and Entomology, Baillière, Tindall and Cox, London 1934
- Parasiete en parasietiese siektes van die mens (in Afrikaans), Voortrekkerpers, Johannesburg 1944
- mit F. J. Veldman: Handboek oor Veesiektes (in Afrikaans), Tafelberg-Uitgewers, Kapstadt & Johannesburg 1954

Zudem war er Mitautor des 9., 10., 13., 14. und 16. Reports of the Director of Veterinary Education and Research.